# Tour de DMZ
Le Tour de DMZ est une course cycliste internationale coréenne créée en 2017 qui se déroule aux mois d'août ou septembre. Elle met aux prises uniquement des coureurs juniors (17/18 ans). Depuis sa création, la course fait partie de la Coupe des Nations Juniors.
DMZ fait référence à la Zone coréenne démilitarisée, où est disputée la course. Il s'agit d'une étroite bande de terre servant de zone tampon entre la Corée du Nord et la Corée du Sud.
La course qui a lieu sur quatre à cinq jours, est la seule compétition asiatique de la Coupe des Nations Juniors. L'édition 2024 est annulée.

## Palmarès
| Année     | Vainqueur          | Deuxième        | Troisième         |
| --------- | ------------------ | --------------- | ----------------- |
| 2017      | Igor Chzhan        | Daniil Marukhin | Olzhas Bayembayev |
| 2018      | Gleb Brussenskiy   | Daniil Pronskiy | Yevgeniy Fedorov  |
| 2019      | Veeti Vainio       | Jelte Krijnsen  | Aidan McNeil      |
| 2020-2021 | annulé             | annulé          | annulé            |
| 2022      | Max van der Meulen | Menno Huising   | Jack Makohon      |
| 2023      | Henry Neff         | Karst Hayma     | Kasper Borremans  |